# Else Christensen
Else Christensen (Esbjerg, 1913 – Vancouver, 4 maggio 2005) è stata una religiosa, sindacalista e predicatrice danese.
Soprannominata Folk-Mother, è stata una delle figure più rappresentative del neopaganesimo germanico.

## Biografia
Dalla fine degli anni trenta al 1945 è impegnata col marito Alec Christensen come attivista sindacale. Il suo nome e quello del marito Alec compaiono in una lista di indagati dalle forze di occupazione tedesche. Imprigionati, verranno rilasciati al decadere delle accuse. Successivamente Alec verrà internato in un campo di concentramento in Danimarca per qualche tempo. Nel 1951 i coniugi Christensen emigrano in Canada.
Nei primi anni sessanta, Else ed Alec hanno modo di conoscere l'opera del proto-odinista australiano Alexander Rud Mills (1885-1964) “Il richiamo della nostra antica Religione Nordica”, i coniugi Christensen decidono di occuparsi della ristampa e della pubblicazione di tutte le opere di Mills e di dedicarsi completamente alla causa odinista.
Nel 1969 fondano un gruppo chiamato The Odinist Study Group (Gruppo di studio odinista), nel corso degli anni questa formazione cambia diversi nomi: The Odinist Movement (Movimento Odinista), the Odinist Fellowship (Compagnia Odinista) e The Odinist Community (Comunità Odinista).
Nel 1970 si trasferisce in Florida, a Crystal River dove acquista un appezzamento di terreno, e l'anno successivo suo marito muore di infarto. Nell'agosto di quell'anno Else, raggruppando i materiali raccolti col marito,  inizia a editare “The Odinist” (l'Odinista) la rivista sarà pubblicata ininterrottamente sino alla fine degli anni settanta.
Nel 1979 Else viene giudicata colpevole di traffici illegali sul confine di stato e condannata a 30 mesi di reclusione. Durante la detenzione, le autorità federali riconoscono il suo ruolo di rappresentante religiosa degli odinisti incarcerati: la Christensen organizzerà così il culto odinista per i detenuti in diverse strutture penitenziarie statali e federali.
All'età di 84 anni, al termine della sua detenzione, Else viene espulsa dagli Stati Uniti e rimpatriata in Canada. Non ha mezzi di trasporto, un'abitazione o altri beni, così la comunità Odinista-Ásatrú tra Stati Uniti e Canada si mobilita per provvedere al viaggio ed al suo nuovo domicilio. Si stabilirà nella Columbia Britannica presso i suoi confratelli della Wodan's Kindred dove vivrà serenamente i suoi ultimi anni. Nel 2005, all'età di 91 anni, annuncia pubblicamente il suo ritiro dall'organizzazione dell'Odinismo-Ásatrú.
Muore il 4 maggio 2005.
Malgrado la sua estraneità a movimenti o azioni politiche e il proprio passato anarco-sindacalista, le critiche mosse ad Else Christensen la vogliono funzionale alla causa del cosiddetto “Aryan revolutionary paganism” degli anni sessanta-settanta. Il concetto di “religione nativa” caro alla Christensen e ai suoi confratelli non rappresenta di fatto un'adesione ad alcuna logica suprematista. Sebbene negli scritti successivi alla sua detenzione ogni traccia di orientamento “etnocentrico” sia stata eliminata, le accuse di eccessiva “razzialità” mosse all'opera di Else Christensen hanno certamente giocato un ruolo determinante nella controversa vicenda del suo arresto e nella sua prolungata detenzione.

### Organizzazioni che riconoscono l'eredità di Else Christensen
- Odinist Fellowship, su odinistfellowship.com. URL consultato il 1º giugno 2015 (archiviato dall'url originale il 1º giugno 2015).
- Comunità Odinista (sito in italiano, organizzazione fondata nel 1994), su comunitaodinista.org.
- (EN) Odinc Rite organizzazione internazionale fondata nel 1973, su odinic-rite.org. URL consultato il 20 febbraio 2007 (archiviato dall'url originale il 27 febbraio 2019).
- (EN) Wodan's Kindred, su odin.org. URL consultato il 20 febbraio 2007 (archiviato dall'url originale il 21 febbraio 2007).

| Controllo di autorità | VIAF (EN) 249998226 · LCCN (EN) no2012060598 |